# スピーディ (スループ)
HMS スピーディ （HMS Speedy）は1782年に進水したイギリス海軍の14門スループ。船型はブリッグである。

## 戦歴
スピーディは1794年にフランス海軍のフリゲート セリユーズ（Sérieuse）に鹵獲されたが、1795年にイギリス海軍のフリゲート インコンスタントによって奪還された。1801年以降、有名なトマス・コクランが本艦を指揮した。
コクランはスピーディにおいてその最も有名な戦果、1801年5月6日のスペインのジーベック エル・ガモの鹵獲を成し遂げた。エル・ガモは、スピーディが14門の砲と54人の乗組員しかいないのに対して、32門の砲と319人の乗組員を持っていた。
1801年7月3日、地中海で脚の遅い輸送船を護衛しているとき、スピーディはリノワ提督の指揮する3隻のフランス・フリゲート戦隊の攻撃を受けた。数時間の戦闘の後、コクランは降伏を余儀なくされた。スピーディはフランスによって「サン・ピエール（Saint Pierre）」と名を改められ、その後教皇領海軍に引き渡されて「サン・ピエトロ（San Pietro）」となった。そして1807年に解体されるまで教皇領海軍に留まった。

## 小説への登場
パトリック・オブライアンの小説『新鋭艦長、戦乱の海へ』のストーリーは、その一部にスピーディの逸話を取り入れている。